# Solpugema calycicornis
Solpugema calycicornis är en spindeldjursart som först beskrevs av Lawrence 1929.  Solpugema calycicornis ingår i släktet Solpugema och familjen Solpugidae. Inga underarter finns listade i Catalogue of Life.